# Соронзонболдин Батцецег
Соронзонболдин Батцецег  (монг. Соронзонболдын Батцэцэг, 3 травня 1990, аймак Архангай) — монгольська борчиня, олімпійська медалістка, чемпіонка світу.

## Виступи на Олімпіадах
| Змагання                    | Збірна   | Вагова категорія          | Місце  |
| --------------------------- | -------- | ------------------------- | ------ |
| Літні Олімпійські ігри 2012 | Монголія | жіноча боротьба, до 63 кг | Бронза |
| Літні Олімпійські ігри 2016 | Монголія | жіноча боротьба, до 63 кг | 12     |

### Виступи на Чемпіонатах світу
| Змагання                        | Збірна   | Вагова категорія          | Місце    |
| ------------------------------- | -------- | ------------------------- | -------- |
| Чемпіонат світу з боротьби 2009 | Монголія | жіноча боротьба, до 59 кг | 16       |
| Чемпіонат світу з боротьби 2010 | Монголія | жіноча боротьба, до 59 кг | Золото   |
| Чемпіонат світу з боротьби 2013 | Монголія | жіноча боротьба, до 63 кг | Срібло   |
| Чемпіонат світу з боротьби 2014 | Монголія | жіноча боротьба, до 63 кг | 9        |
| Чемпіонат світу з боротьби 2015 | Монголія | жіноча боротьба, до 63 кг | Золото   |
| Чемпіонат світу з боротьби 2018 | Монголія | жіноча боротьба, до 68 кг | 7        |
| Чемпіонат світу з боротьби 2019 | Монголія | жіноча боротьба, до 68 кг | Бронза \ |

### Виступи на Чемпіонатах Азії
| Змагання                       | Збірна   | Вагова категорія          | Місце  |
| ------------------------------ | -------- | ------------------------- | ------ |
| Чемпіонат Азії з боротьби 2009 | Монголія | жіноча боротьба, до 59 кг | 5      |
| Чемпіонат Азії з боротьби 2010 | Монголія | жіноча боротьба, до 59 кг | Срібло |
| Чемпіонат Азії з боротьби 2017 | Монголія | жіноча боротьба, до 63 кг | Золото |
| Чемпіонат Азії з боротьби 2019 | Монголія | жіноча боротьба, до 68 кг | 5      |

### Виступи на Кубках світу
| Змагання                    | Збірна   | Вагова категорія          | Місце  |
| --------------------------- | -------- | ------------------------- | ------ |
| Кубок світу з боротьби 2011 | Монголія | жіноча боротьба, до 59 кг | Бронза |
| Кубок світу з боротьби 2012 | Монголія | жіноча боротьба, до 63 кг | 5      |
| Кубок світу з боротьби 2013 | Монголія | жіноча боротьба, до 63 кг | Золото |
| Кубок світу з боротьби 2015 | Монголія | жіноча боротьба, до 63 кг | Бронза |
| Кубок світу з боротьби 2017 | Монголія | команда                   | Бронза |
| Кубок світу з боротьби 2018 | Монголія | команда                   | Бронза |

### Виступи на інших змаганнях
| Змагання                                               | Збірна   | Вагова категорія          | Місце  |
| ------------------------------------------------------ | -------- | ------------------------- | ------ |
| Міжнародний меморіал Дейва Шульца 2011                 | Монголія | жіноча боротьба, до 63 кг | Срібло |
| Відкритий чемпіонат Монголії з боротьби 2012           | Монголія | жіноча боротьба, до 63 кг | Золото |
| Київський Міжнародний турнір з боротьби 2012           | Монголія | жіноча боротьба, до 63 кг | Бронза |
| Гран-прі «Іван Яригін» 2013                            | Монголія | жіноча боротьба, до 63 кг | Бронза |
| Відкритий чемпіонат Монголії з боротьби 2013           | Монголія | жіноча боротьба, до 63 кг | Золото |
| Літня Універсіада 2013                                 | Монголія | жіноча боротьба, до 63 кг | Золото |
| Золотий Гран-прі з боротьби 2013 (Баку)                | Монголія | жіноча боротьба, до 63 кг | 7      |
| Гран-прі «Іван Яригін» 2014                            | Монголія | жіноча боротьба, до 63 кг | 11     |
| Відкритий чемпіонат Польщі з боротьби 2014             | Монголія | жіноча боротьба, до 63 кг | Золото |
| Гран-прі «Іван Яригін» 2015                            | Монголія | жіноча боротьба, до 63 кг | Золото |
| Відкритий чемпіонат Монголії з боротьби 2015           | Монголія | жіноча боротьба, до 63 кг | Золото |
| Відкритий чемпіонат Польщі з боротьби 2015             | Монголія | жіноча боротьба, до 63 кг | 11     |
| Золотий Гран-прі з боротьби 2015                       | Монголія | жіноча боротьба, до 63 кг | 10     |
| Відкритий чемпіонат Монголії з боротьби 2016           | Монголія | жіноча боротьба, до 63 кг | Золото |
| Турнір міста Сассарі 2016                              | Монголія | жіноча боротьба, до 63 кг | Бронза |
| Відкритий чемпіонат Польщі з боротьби 2016             | Монголія | жіноча боротьба, до 63 кг | Бронза |
| Відкритий чемпіонат Монголії з боротьби 2017           | Монголія | жіноча боротьба, до 63 кг | Бронза |
| Гран-прі «Іван Яригін» 2018                            | Монголія | жіноча боротьба, до 62 кг | 9      |
| Турнір Дана Колова — Николи Петрова 2018               | Монголія | жіноча боротьба, до 62 кг | Срібло |
| Відкритий чемпіонат Монголії з боротьби 2018           | Монголія | жіноча боротьба, до 57 кг | Срібло |
| Гран-прі «Іван Яригін» 2019                            | Монголія | жіноча боротьба, до 68 кг | Золото |
| Кубок Президента Бурятської Республіки з боротьби 2019 | Монголія | жіноча боротьба, до 68 кг | 4      |
| Відкритий чемпіонат Польщі з боротьби 2019             | Монголія | жіноча боротьба, до 68 кг | Золото |
| Турнір Маттео Пелліцоне 2021                           | Монголія | жіноча боротьба, до 68 кг | 9      |

### Виступи на змаганнях молодших вікових груп
| Змагання                                      | Збірна   | Вагова категорія          | Місце  |
| --------------------------------------------- | -------- | ------------------------- | ------ |
| Чемпіонат Азії з боротьби серед кадетів 2007  | Монголія | жіноча боротьба, до 60 кг | Срібло |
| Чемпіонат Азії з боротьби серед юніорів 2008  | Монголія | жіноча боротьба, до 59 кг | Срібло |
| Чемпіонат світу з боротьби серед юніорів 2008 | Монголія | жіноча боротьба, до 59 кг | 7      |
| Чемпіонат Азії з боротьби серед юніорів 2009  | Монголія | жіноча боротьба, до 59 кг | Золото |
| Чемпіонат світу з боротьби серед юніорів 2009 | Монголія | жіноча боротьба, до 59 кг | 9      |
| Чемпіонат світу з боротьби серед юніорів 2010 | Монголія | жіноча боротьба, до 59 кг | 5      |